# Cinghia

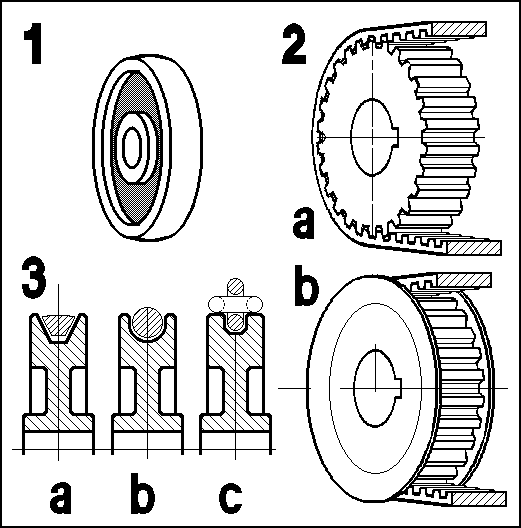
Varie conformazioni di cinghia

La cinghia è un organo di trasmissione meccanica utilizzato per collegare in modo leggermente elastico, ma comunque solidale, due alberi, mediante l'uso di pulegge, il cui interasse è piuttosto elevato.
Solitamente sono composte da anelli chiusi, con o senza giunzione, realizzati in cuoio, fibre tessili e fili di nylon gommati.
Per applicazioni in cui la stabilità della trasmissione non risulta particolarmente critica e dove è richiesta una potenza modesta, come nel caso di alcuni meccanismi di apertura dei lettori ottici di CD e DVD, è possibile utilizzare anelli in gomma semplici e guarnizioni toroidali o-ring.

## Storia
Il sistema di trasmissione mediante cinghia e pulegge è citato per la prima volta nel 15 a.C. dallo studioso cinese Yang Xiong (53–18 a.C.) nel suo Dictionary of Local Expressions, in riferimento a una macchina per avvolgere fibre di seta su rocchetti per telai da tessitore. Il meccanismo a cinghia è stato un componente fondamentale anche per l’invenzione della ruota da filatoio. Oltre al settore tessile, le cinghie erano utilizzate fin dal I secolo d.C. in sistemi come mantici idraulici.

## Tipi di cinghie
Esistono vari tipi di cinghie, a seconda dell'uso e della situazione in cui sono chiamate ad operare. Ecco i principali tipi:

### Cinghia piatta
Le cinghie piatte, caratterizzate da una sezione rettangolare sottile e larga, erano ampiamente utilizzate nel XIX e all'inizio del XX secolo per la trasmissione di potenza nelle fabbriche, soprattutto attraverso sistemi di trasmissione a linee di alberi (line shafting).
Molto usata in passato, ha una sezione rettangolare molto appiattita, molto larga e sottile, solitamente 3–5 mm. Può essere in cuoio, ottenuta dalle pelli dorsali di bovini adulti, oppure in fibre tessili.
La chiusura dell'anello può essere eseguita tramite un taglio molto inclinato rispetto alla direzione di trasmissione del moto e cucitura dei lembi con lacci di cuoio, oppure con un taglio netto ortogonale alla direzione di trasmissione del moto e graffe metalliche, che però disturbano la trasmissione.
Le pulegge hanno una faccia esterna liscia su cui appoggia la cinghia e questa faccia, in almeno una delle due pulegge, solitamente quella motrice, è leggermente bombata per permettere l'autocentratura della cinghia, impedendone la caduta.
I vantaggi di questo tipo di cinghia sono:
- costo di montaggio o sostituzione relativamente basso
- semplicità di montaggio
- trasmissione della potenza a lunghe distanze
- elevata elasticità, quindi possibilità di assorbire brusche variazioni di coppia.

### Cinghia trapezoidale
Inventata da John Gates nel 1917, è ancora molto utilizzata perché fornisce un ottimo compromesso tra dimensione, potenza trasmissibile e massima velocità. La sezione trapezoidale, con la base minore rivolta verso l'interno dell'anello, fornisce un ottimo attrito con le gole della puleggia, avente anch'essa una scanalatura trapezoidale, evita gli attorcigliamenti e permette la trasmissione di grande potenza. Queste caratteristiche vengono valorizzate da un diverso disegno del trapezio, con i lati laterali arcuati verso l'interno e il dorso esterno bombato.Per la trasmissione di potenze maggiori vengono impiegate più cinghie in parallelo, invece di una di grandi dimensioni.
La cinghia è composta da un'anima di fili di nylon che trasmettono il moto di trazione, ricoperti da uno strato di gomma vulcanizzata che forma un anello senza giunture.
Le cinghie trapezoidali di più recente concezione hanno la parte interna segmentata per migliorare l'attrito e la flessibilità, permettendo l'avvolgimento anche su diametri molto piccoli, come nei variatori, o quando sottoposte a tensione per mezzo di tendicinghia che lavorano sul dorso esterno. Esistono cinghie a doppio trapezio, adatte a trasmettere il moto a più pulegge, alcune delle quali posizionate sul dorso esterno; in questo caso la sezione della cinghia è simmetrica.
L'angolo delle cinghie trapezoidali è di 40° mentre quello delle gole della puleggia varia da 34° a 38°, pertanto la cinghia lavora in compressione. Grazie alla cinghia trapezoidale si ha minore slittamento tra puleggia e cinghia, minor rumore e la possibilità di realizzare elevati rapporti di trasmissione.

### Cinghia poly-V

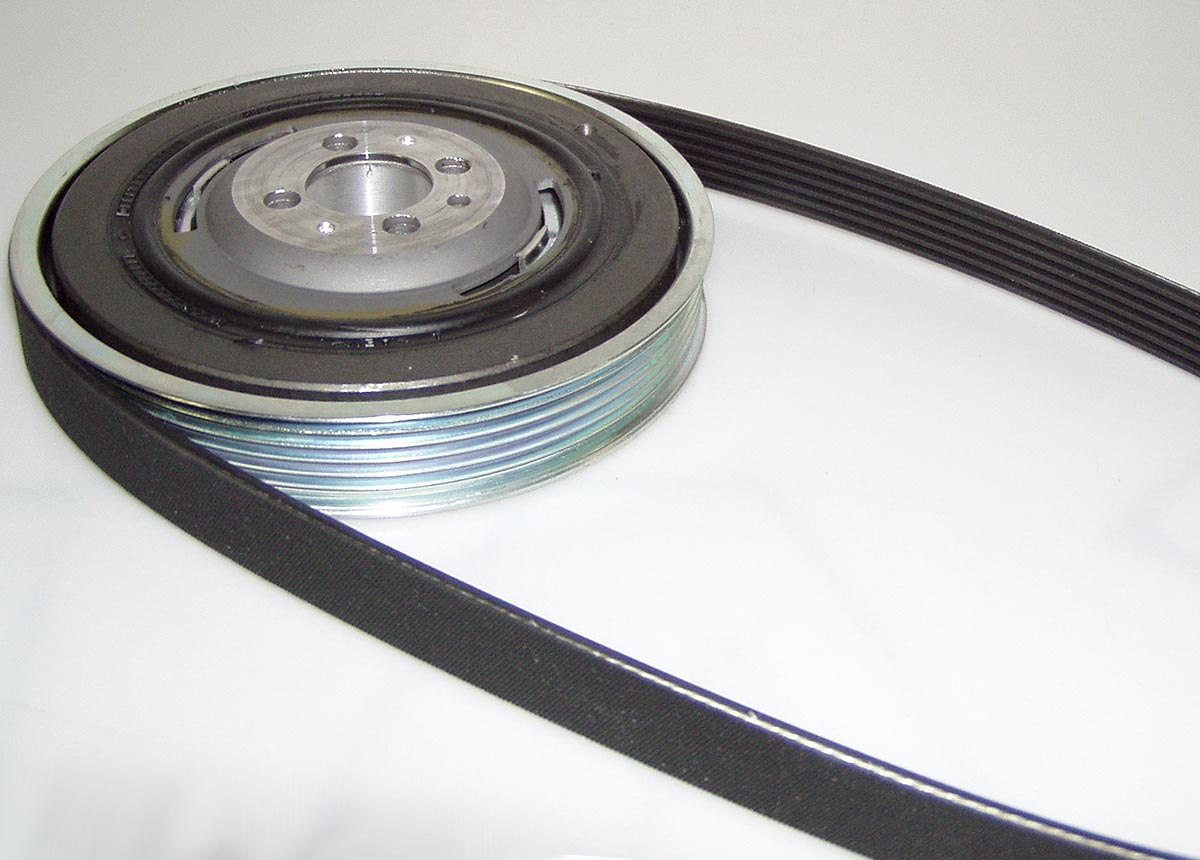
Cinghia poli-V e puleggia multigole

Nei moderni motori endotermici e nei più svariati macchinari la classica cinghia trapezoidale è sempre più sostituita da un sistema a cinghia e pulegge multigola. Questo tipo di cinghia è strutturalmente sempre in gomma con inserti di fili di nylon, ma è caratterizzata da un profilo piatto e internamente da un numero multiplo di incavi e denti longitudinali a forma di V, numero che negli impieghi più comuni va da 3 a 7 e può arrivare fino a 20. L'accoppiamento su pulegge di eguale disegno garantisce ottima aderenza e silenziosità e la possibilità di percorrere curve di raggio molto vario con un'unica cinghia su diverse pulegge. Nei motori per autoveicoli ha sostituito il sistema a più cinghie trapezoidali: una o al massimo due cinghie, chiamate "cinghia servizi", prendono il moto dall'albero motore per azionare contemporaneamente l'alternatore, la pompa dell'acqua, i compressori del servosterzo e dell'aria condizionata. Normalmente la possibilità di registro per il tensionamento è molto limitata o nulla e la cinghia viene mantenuta in tensione da un sistema di cuscinetti e rulli di rinvio. Se con le cinghie trapezoidali una lunghezza dell'ordine di un metro poteva cominciare a dare problemi di tensionamento, con questo tipo di cinghia si può superare la lunghezza di due metri.

### Cinghia dentata o sincrona

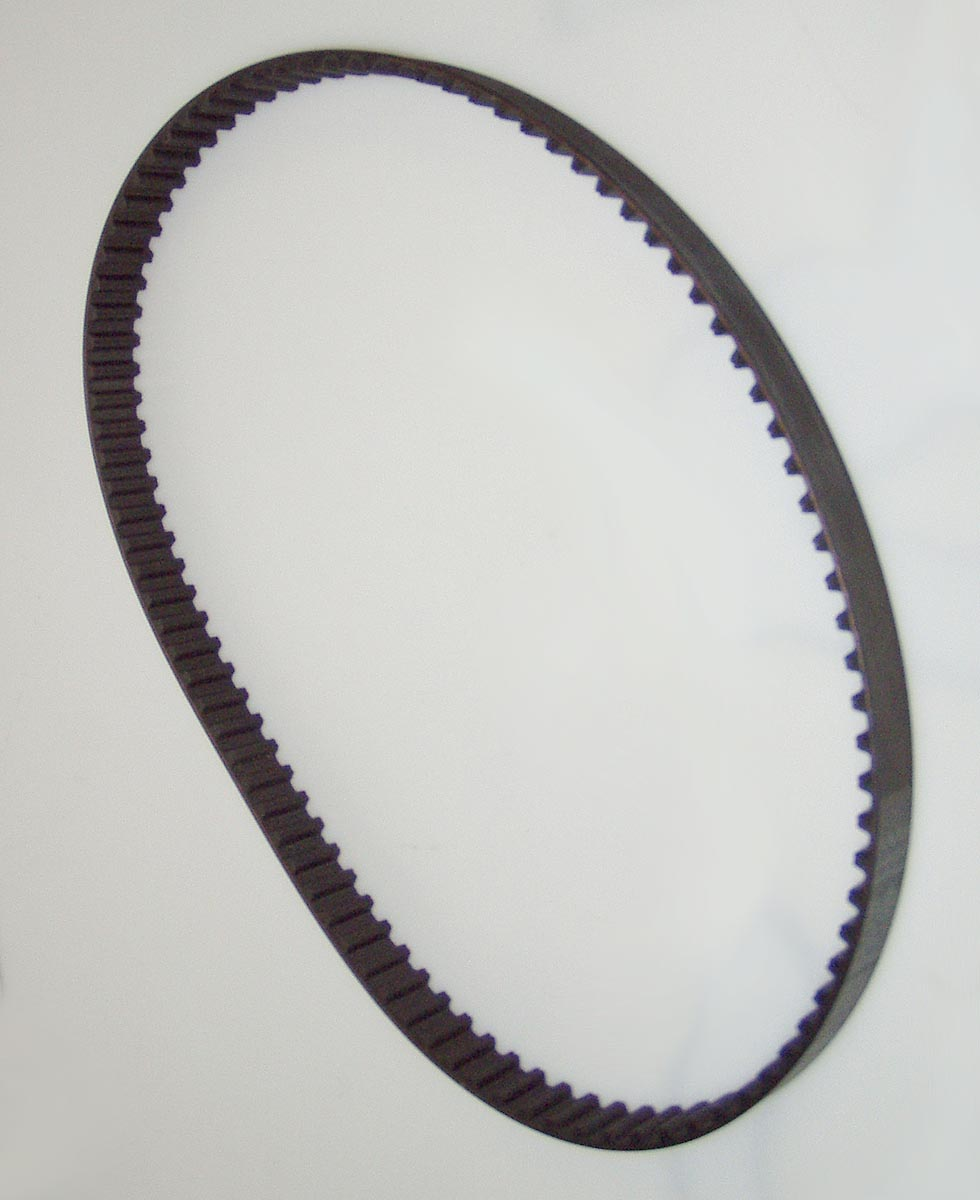
Cinghia dentata sincrona

È formata da una serie di denti collegati da una fascia continua che forma un anello chiuso. La fascia che li collega è formata da gomma che racchiude al suo interno una spirale di cavi d'acciaio o di altri materiali altamente resistenti e flessibili, ad esempio kevlar. I denti possono essere su una sola delle facce, di solito quella interna, o su entrambe le facce nel caso di applicazioni particolari. I denti sono stampati nella gomma e sono ricoperti da un sottile strato di materiale tipo nylon o simile che offre elevata resistenza all'usura; senza quello strato la gomma si consumerebbe rapidamente contro i denti delle pulegge dentate. Le cinghie dentate sono usate quando è importante trasmettere una grande potenza senza perdite causate da slittamenti e quando è richiesta una particolare silenziosità. Viene anche impiegata in applicazioni di precisione, perché garantisce assenza di slittamenti e mantiene in fase tra di loro i movimenti degli organi meccanici collegati. La puleggia ha un profilo esterno dentato che ingrana con i denti della cinghia assicurando una trasmissione stabile, veloce e precisa, per questo viene anche definita "cinghia sincrona".  Viene impiegata per esempio nei motori endotermici, dove comanda e sincronizza le valvole con i pistoni in sostituzione della catena, che tende ad allungare il suo passo per usura e può rendere irregolare la fase tra valvole e cilindri.
Un uso particolare come cinghia di trasmissione viene fatto in campo motociclistico al posto della tradizionale catena, sistema tipicamente utilizzato dalla Harley Davidson.

## Applicazioni
Queste cinghie trovano applicazione in diversi settori, come nei motori, dove possono fungere da cinghia dei servizi, cinghia di distribuzione o cinghia di trazione. Inoltre, sono utilizzate in varie macchine operatrici, utensili e nell'elettronica, ad esempio nei lettori ottici.

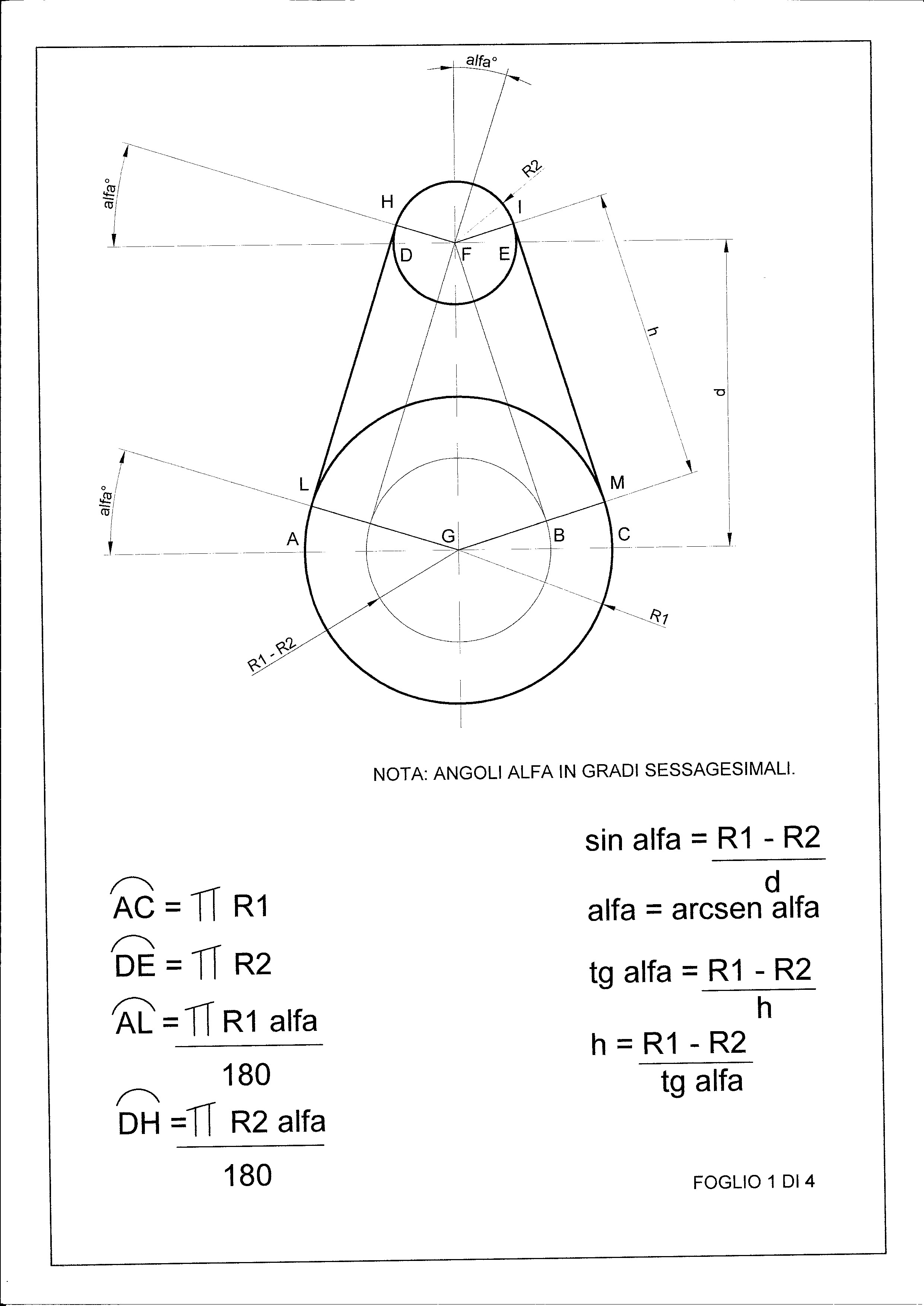
Calcolo sviluppo cinghia 1

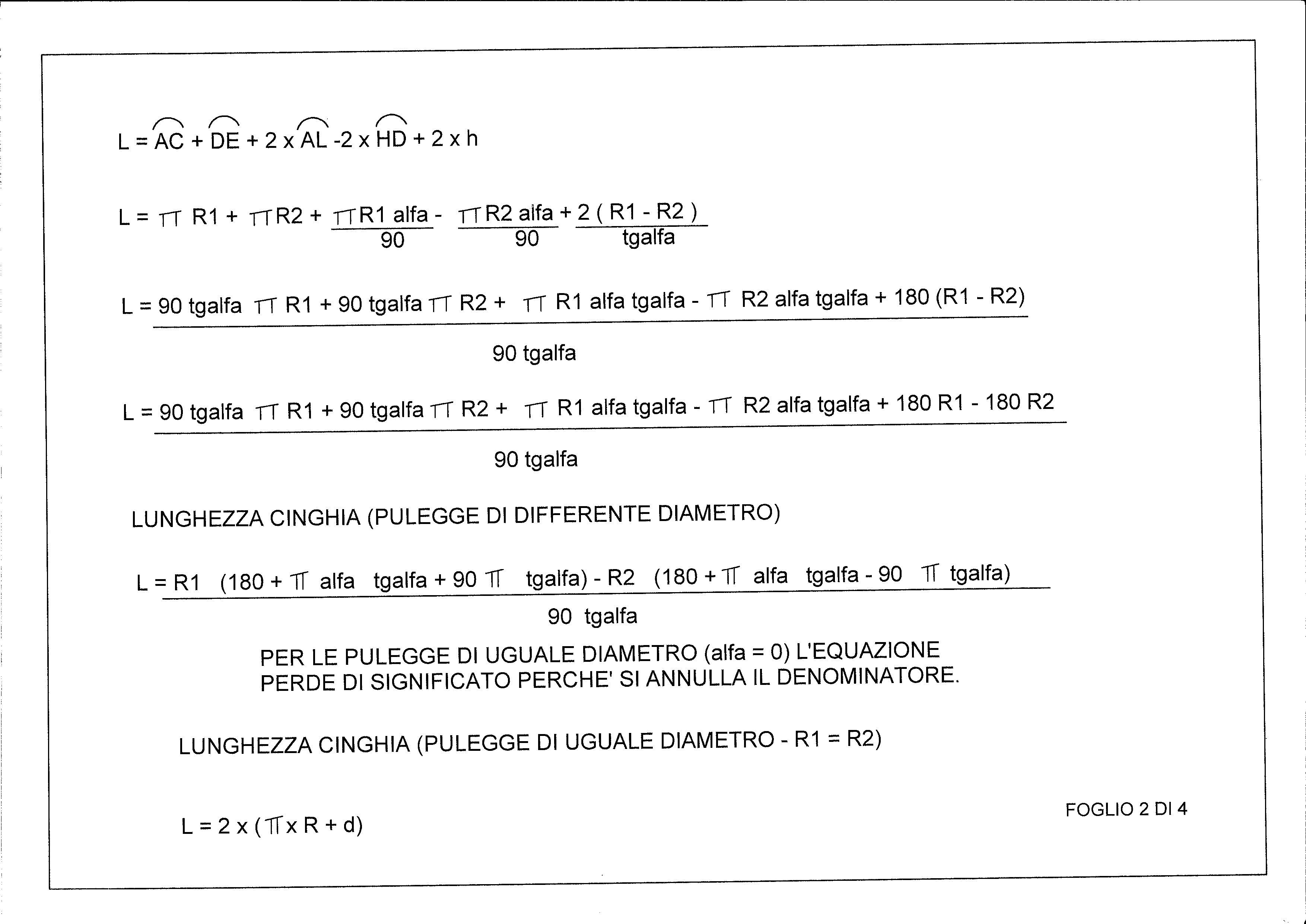
Calcolo sviluppo cinghia 2

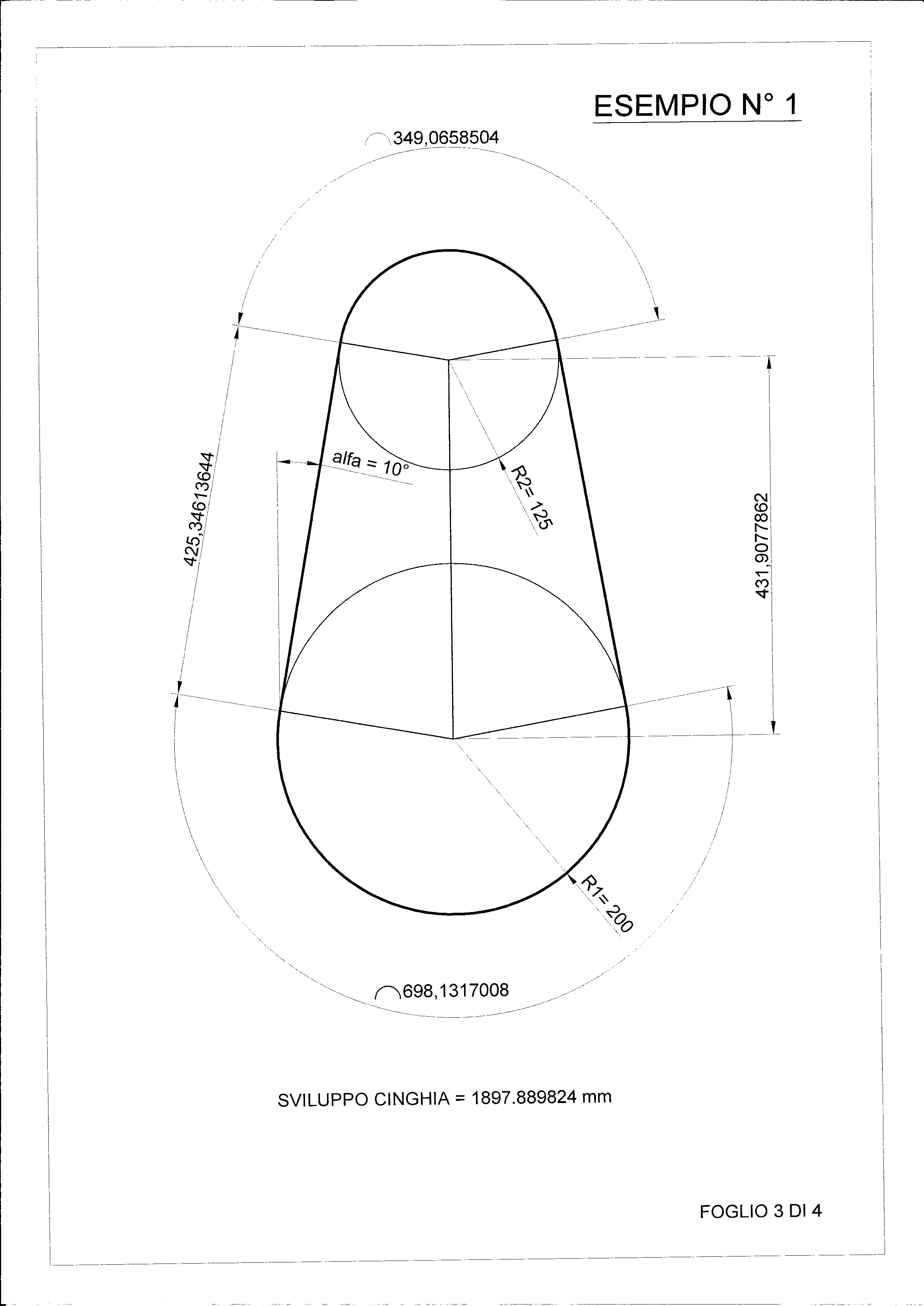
Esempio 1

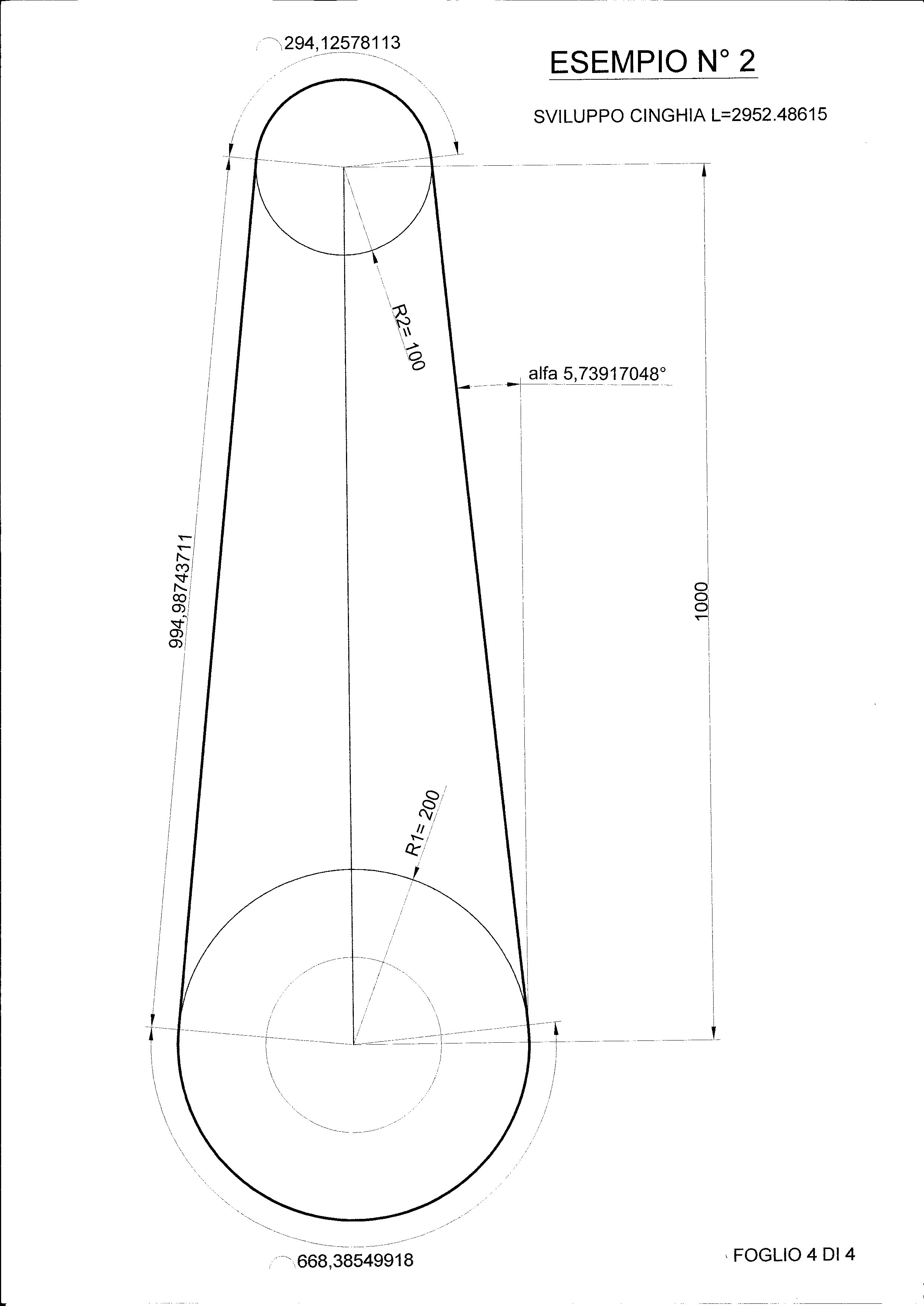
Esempio 2

## Problemi e manutenzione
Queste cinghie, in particolar modo quelle non dentate, possono presentare problemi di tenuta, con conseguenti cigolii. Le cause principali includono un allineamento non corretto, pulegge sporche, cinghie di bassa qualità, invecchiamento e perdita di elasticità, oppure un sistema sottodimensionato. Altri inconvenienti riguardano la durata della cinghia: superato un certo intervallo di servizio, la cinghia può perdere integrità e rompersi, a causa della struttura interna in nylon o altri materiali che non sopportano eccessive flessioni e trazioni. Una cinghia di distribuzione usurata può causare rumori anomali, perdita di potenza o difficoltà di avviamento. Le cause più comuni sono cuscinetti deteriorati, surriscaldamento del motore o pulegge non allineate. La sostituzione avviene generalmente tra 100.000 e 180.000 km, o ogni 5–6 anni secondo il libretto di manutenzione. Essendo soggetta a continue sollecitazioni, la cinghia si consuma naturalmente col tempo.